# Dottrina Eisenhower

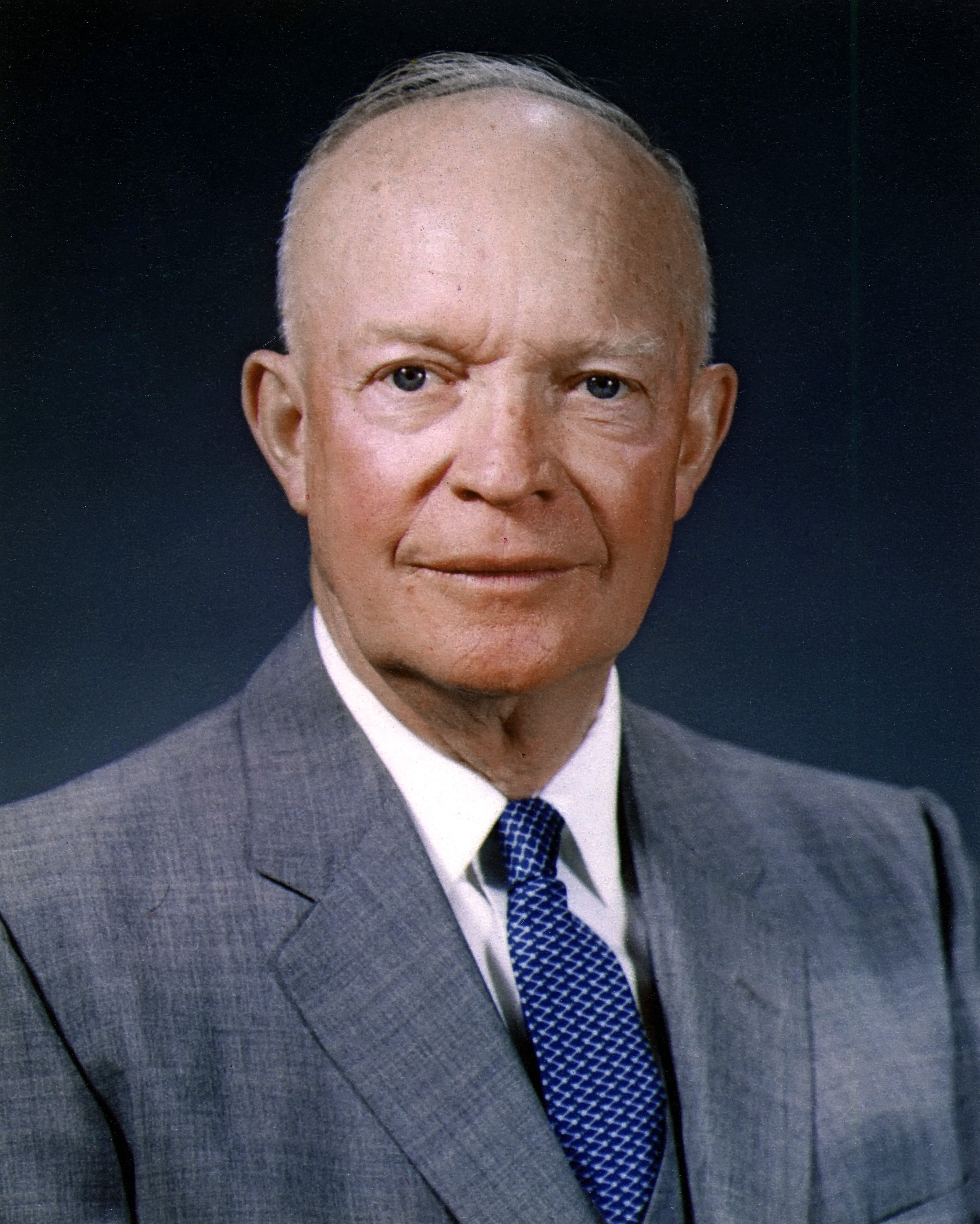
Il presidente degli Stati Uniti Dwight D. Eisenhower (1959)

La dottrina Eisenhower venne annunciata dal presidente Dwight D. Eisenhower il 5 gennaio 1957 in un "messaggio speciale" al Congresso degli Stati Uniti d'America sulla situazione del Medio Oriente. 

## Contenuti
In base a tale messaggio di Eisenhower, gli Stati Uniti si assumevano l'impegno di garantire l'integrità territoriale e l'indipendenza degli Stati del Medio Oriente che fossero stati soggetti di un'aggressione da parte dell'Unione Sovietica o di suoi satelliti e perciò rivolgevano una richiesta di aiuto agli Stati Uniti.
In seguito all'approvazione del messaggio da parte del Congresso nel marzo 1957, vennero destinati all'incirca 120 milioni di dollari sotto forma di aiuto economico e militare ai paesi dell'area che avessero accettato la dottrina.
Questa dottrina fu perseguita, in seguito alla grave crisi di Suez, per evitare aggressioni militari a nazioni neutrali da parte del blocco comunista. 
La dottrina Eisenhower fece parte di una serie di iniziative intraprese dal governo degli Stati Uniti per arginare l'infiltrazione e l'espansione dell'Unione Sovietica (misure che presero il nome di politiche del containment).